# Tàu sân bay hộ tống

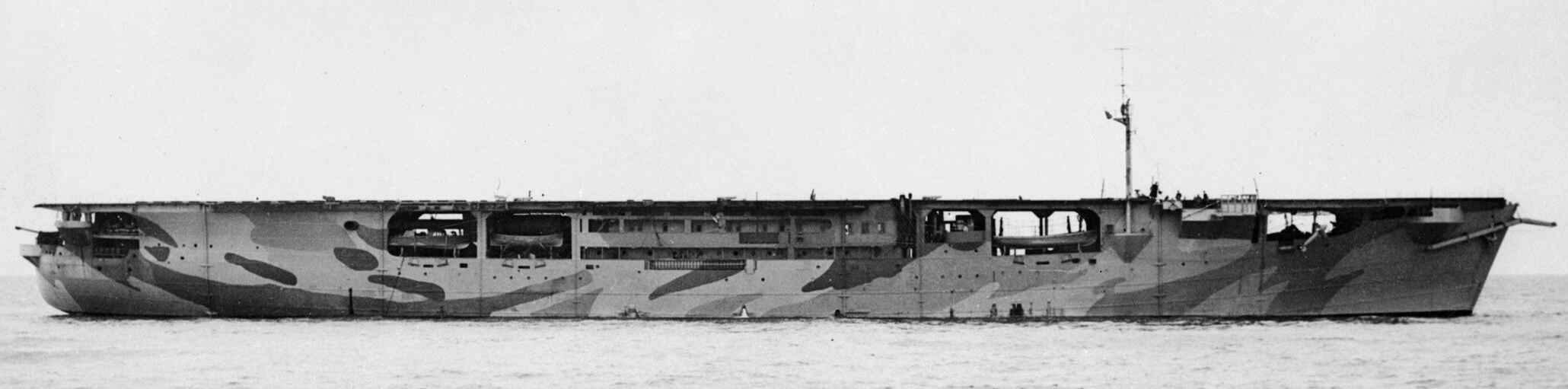
Tàu sân bay hộ tống của Hải quân Hoàng gia Anh

Tàu sân bay hộ tống (ký hiệu lườn CVE, tên tiếng Anh: escort carrier hoặc escort aircraft carrier) là một kiểu tàu sân bay nhỏ và chậm được Hải quân Hoa Kỳ, Hải quân Hoàng gia Anh, Hải quân và Lục quân Đế quốc Nhật Bản sử dụng trong Chiến tranh Thế giới thứ hai. 
Một tàu sân bay hộ tống tiêu biểu chỉ dài bằng khoảng 1/2, trọng lượng choán nước và số máy bay mang theo chỉ bằng khoảng 1/3 so với tàu sân bay hạm đội. Trong khi chậm hơn, mang theo ít máy bay hơn, được vũ trang và bảo vệ kém, tàu sân bay hộ tống có ưu thế chủ yếu là chi phí thấp và tốc độ chế tạo nhanh (do chúng chủ yếu được cải biến từ tàu vận tải đã đóng xong từ trước). Tàu sân bay hộ tống có thể đóng với số lượng lớn là một giải pháp tạm thời khi thiếu hụt tàu sân bay lớn. Tuy nhiên, việc được bảo vệ kém khiến chúng trở nên mong manh, và nhiều chiếc đã bị đánh chìm với tổn thất nhân mạng lớn. Tàu sân bay hạng nhẹ (ký hiệu lườn CVL) có cùng kích thước và khả năng như tàu sân bay hộ tống ở nhiều mặt, nhưng có tốc độ nhanh hơn cho phép hoạt động song song cùng các tàu sân bay hạm đội.
Hầu hết tàu sân bay hộ tống được đóng ở các xưởng đóng tàu thương mại. Chúng quá chậm để có thể theo kịp lực lượng hải quân chủ lực, bao gồm tàu sân bay, thiết giáp hạm và tàu tuần dương. Thay vào đó, chúng được sử dụng để hộ tống các đoàn tàu vận tải, bảo vệ họ khỏi các mối đe dọa của đối phương như tàu ngầm và không quân. Trong các chiến dịch đổ bộ chiếm đóng tại châu Âu và Thái Bình Dương, tàu sân bay hộ tống cung cấp hỗ trợ trên không cho lực lượng trên bộ trong quá trình đổ bộ, cũng như phục vụ vận chuyển máy bay dự phòng cho các tàu sân bay hạm đội, vận chuyển máy bay các loại cho mọi binh chủng ra tiền phương.
Trong Trận Đại Tây Dương, tàu sân bay hộ tống được sử dụng để bảo vệ các đoàn tàu vận tải chống lại tàu ngầm U-boat của Đức Quốc xã. Thoạt tiên, tàu sân bay hộ tống tháp tùng các đoàn tàu buôn và giúp đỡ kháng cự các cuộc tấn công của máy bay và tàu ngầm đối phương. Khi số lượng được tăng lên, tàu sân bay hộ tống hình thành nên những đội tìm-diệt chống tàu ngầm thay vì được phối thuộc cho một đoàn tàu cụ thể.
Tại Mặt trận Thái Bình Dương, tàu sân bay hộ tống hỗ trợ trên không cho lực lượng trên bộ trong Trận chiến vịnh Leyte; chúng không có tốc độ và vũ khí để đối phó hạm đội đối phương, phải dựa trên sự bảo vệ của lực lượng đặc nhiệm tàu sân bay nhanh. Tuy nhiên, trong Trận chiến ngoài khơi Samar, một lực lượng đặc nhiệm tàu sân bay hộ tống đã tự bảo vệ mình thành công trước một lực lượng thiết giáp hạm và tàu tuần dương Nhật Bản mạnh hơn nhiều. Phía Nhật Bản gặp phải một sự kháng cự kịch liệt của các tàu sân bay hộ tống, tàu khu trục và tàu khu trục hộ tống, chứng tỏ những chiếc CVE cũng có sức mạnh tác chiến như những tàu sân bay hạm đội.
Trong số 151 tàu sân bay được Hoa Kỳ chế tạo trong Thế Chiến II, 122 chiếc là tàu sân bay hộ tống. Cho dù không còn nguyên mẫu nào được giữ lại cho đến hôm nay, lớp Casablanca nổi bật vì là lớp tàu sân bay có số lượng chế tạo nhiều nhất với 50 chiếc được đóng; tiếp theo là lớp Bogue với 32 chiếc đã được hạ thủy.

## Phát triển
Đầu những năm 1920, Hiệp ước Hải quân Washington áp đặt những giới hạn về kích cỡ và tải trọng tối đa của tàu sân bay trên năm cường quốc hải quân hàng đầu thế giới; các hiệp ước hải quân tiếp theo hầu như giữ nguyên các điều khoản này. Kết quả là, việc chế tạo giữa hai cuộc thế chiến không đáp ứng được nhu cầu hoạt động của tàu sân bay khi Thế Chiến II lan rộng từ châu Âu. Có quá ít tàu sân bay hạm đội sẵn có để có thể đồng thời vận chuyển máy bay đến các căn cứ tiền phương, hỗ trợ các chiến dịch đổ bộ, huấn luyện kỹ thuật cất hạ cánh trên tàu sân bay cho phi công mới, tuần tra chống tàu ngầm, hay bảo vệ trên không cho các thiết giáp hạm và tàu sân bay được bố trí. Những nhiệm vụ này làm giới hạn khả năng tấn công không quân độc đáo của chúng, thể hiện qua trận Taranto và cuộc tấn công Trân Châu Cảng. Việc cải biến những con tàu sẵn có (và những lườn tàu đang chế tạo cho những mục đích khác) cung cấp thêm tàu sân bay cho đến khi những chiếc đóng mới hoàn toàn sẵn có.
Việc cải biến tàu tuần dương và tàu biển chở hành khách với tốc độ tương đương tàu sân bay hạm đội được biết đến tại Hoa Kỳ như là tàu sân bay hạng nhẹ (ký hiệu lườn CVL) có khả năng hoạt động ở tốc độ của hạm đội chiến trận. Những chiếc cải biến chậm hơn được xếp loại như là “tàu sân bay hộ tống” (escort carrier), được xem như tàu phụ trợ phù hợp cho việc huấn luyện phi công và vận chuyển máy bay đến các căn cứ xa xôi.
Hải quân Hoàng gia Anh nhận ra nhu cầu tàu sân bay để bảo vệ các tuyến đường hàng hải của họ trong những năm 1930. Trong khi thiết kế được chuẩn bị cho “tàu sân bay bảo vệ thương mại” và năm tàu biển chở hành khách phù hợp được đề xuất, không có tiến triển nào khác chủ yếu do tình trạng thiếu máy bay ngay cả cho những tàu sân bay hạm đội đang được chế tạo. Tuy nhiên, đến năm 1940, nhu cầu trở nên cấp bách và HMS Audacity được cải biến từ chiếc tàu buôn Đức chiếm được, và được cho nhập biên chế vào tháng 7 năm 1941. Để bảo vệ chống lại máy bay Đức, các đoàn tàu vận tải thoạt tiên được cung cấp tàu phóng máy bay chiến đấu (Fighter catapult ship) và tàu CAM (catapult aircraft merchant ship) có thể mang theo một máy bay tiêm kích. Các tàu sân bay tàu buôn còn được huy động như một giải pháp tạm thời trước khi có thể cung cấp các tàu sân bay hộ tống, có thể mang theo bốn máy bay.
Vào năm 1940, Đô đốc William F. Halsey, Jr. đề xuất chế tạo tàu hải quân phụ trợ dành cho việc huấn luyện phi công. Đến đầu năm 1941, Anh Quốc đề nghị Hoa Kỳ thay mặt họ chế tạo sáu tàu sân bay trên một thiết kế của chiếc Audacity được sửa đổi; tuy nhiên Hoa Kỳ đã bắt đầu đóng tàu sân bay hộ tống của riêng họ. Vào ngày 1 tháng 2 năm 1941, Trưởng ban Tác chiến Hải quân Hoa Kỳ ra lệnh ưu tiên cho việc chế tạo các tàu phụ trợ để vận chuyển máy bay. Các tàu Hoa Kỳ chế tạo đáp ứng được yêu cầu này thoạt tiên được gọi là “tàu máy bay hộ tống phụ trợ” (AVG: auxiliary aircraft escort vessels) vào tháng 2 năm 1942, rồi thành “tàu sân bay phụ trợ” (ACV: auxiliary aircraft carrier) từ ngày 5 tháng 8 năm 1942.  Mẫu đầu tiên của loại này là chiếc USS Long Island. Các hoạt động trong Chiến dịch Torch và chiến tranh chống tàu ngầm tại Bắc Đại Tây Dương chứng tỏ khả năng của nó trong đội hình di chuyển chậm của các tàu buôn hay đoàn tàu vận tải đổ bộ. Xếp lớp chúng trong Hải quân Mỹ được đổi thành “tàu sân bay hộ tống” (CVE: escort aircraft carrier) vào ngày 5 tháng 7 năm 1943 phản ảnh trạng thái được nâng cấp từ phụ trợ thành tàu tác chiến. Chúng được gọi không chính thức là "Jeep carrier" hay "baby flattop"; và người ta nhanh chóng nhận ra đặc tính hoạt động tốt hơn những tàu sân bay hạng nhẹ, vốn bị chòng chành đáng kể khi biển động từ trung bình đến mạnh. Lớp Commencement Bay được thiết kế để kết hợp những đặc tính tốt nhất của tàu sân bay hộ tống Hoa Kỳ trên một lườn tàu ổn định hơn và một hệ thống động lực ít tốn kém.
Tổng cộng 130 tàu sân bay hộ tống Đồng Minh đã được hạ thủy hay cải biến trong chiến tranh. Trong số đó, sáu chiếc của Anh Quốc được cải biến từ những tàu buôn: HMS Audacity, Nairana, Campania, Activity, Pretoria Castle và Vindex; số còn lại do Hoa Kỳ chế tạo. Giống như Anh Quốc, những tàu sân bay hộ tống Hoa Kỳ đầu tiên là những tàu buôn được cải biến (hay trong trường hợp của lớp Sangamon, cải biến từ các tàu chở dầu quân sự). Lớp tàu sân bay Bogue được dựa trên lườn của tàu hàng Kiểu C3; 69 tàu sân bay hộ tống cuối cùng thuộc các lớp lớp Casablanca và Commencement Bay được thiết kế và chế tạo từ đầu theo mục đích, dựa trên kinh nghiệm có được từ các lớp dẫn trước.

## Phục vụ trong Hải quân Hoàng gia Anh
Nguyên được phát triển theo yêu cầu của Anh Quốc để hoạt động trong thành phần hộ tống các đoàn tàu vận tải tại Bắc Đại Tây Dương hơn là trong lực lượng tấn công, nhiều tàu sân bay hộ tống chế tạo được chuyển cho Hải quân Hoàng gia Anh trong chiến tranh trong khuôn khổ thỏa thuận Cho thuê-Cho mượn. Chúng bổ sung, rồi thay thế cho các tàu sân bay tàu buôn cải biến được Anh và Hà Lan đưa vào sử dụng như một giải pháp khẩn cấp cho đến khi có được tàu sân bay hộ tống. Để hộ tống tàu buôn, chúng được Hải quân Anh dùng trong tuần tra trên không, đánh đuổi máy bay trinh sát tầm xa đối phương, và nhất là trong phát hiện và săn đuổi tàu ngầm. Các tàu sân bay hộ tống cũng tham gia các đoàn tàu không như một tàu chiến đấu, nhưng để vận chuyển máy bay từ Hoa Kỳ sang Anh. Trong trường hợp này, dung lượng hàng hóa máy bay được tăng gấp đôi, do có thể chứa máy bay cả trên sàn tàu lẫn trong sàn hầm chứa.
Các con tàu gửi cho Hải quân Anh được cải biến đôi chút, một phần để thích nghi với truyền thống. Một số tiện nghi cho thủy thủ bị tháo dỡ, như máy làm kem và máy giặt, vì cho là “xa xỉ”. Cũng có yêu cầu sàn hầm chứa máy bay được làm kín để phục vụ trong thời tiết giá lạnh khắc nghiệt tại Bắc Đại Tây Dương và cùng các đoàn tàu Vận tải Bắc Cực.

## Phục vụ trong Hải quân Hoa Kỳ
Trong khi đó, Hoa Kỳ khám phá cách sử dụng tàu sân bay hộ tống của riêng họ. Tại Bắc Đại Tây Dương, chúng bổ sung cho những tàu khu trục hộ tống bằng cách hỗ trợ trên không trong chiến tranh chống tàu ngầm. Một tàu sân bay hộ tống, chiếc USS Guadalcanal, đã góp vai trò quan trọng trong việc chiếm giữ tàu ngầm U-boat U-505 ngoài khơi Bắc Phi năm 1944.